# フリート川
フリート川（フリートがわ、River Fleet）は、イギリスのロンドンを流れる地下河川で、テムズ川の支流。
源泉は、ハンプスティード・ヒースの2つの泉であり、18世紀に建設されたハイゲート池とハンプスティード池という2つの貯水池に流れ込む。貯水池から地下に流れ、6km流れてテムズ川に合流する。始めは2つの池から別々の流れであるが、ケンティッシュ・タウンの地下で合流し、キングス・クロスの下を流れ、ファリントン通りの下を通り、ブラックフライアーズ橋の下でテムズ川に合流する。
アングロ・サクソン族がこの地域に居住を始めた頃、フリート川は重要な水源の1つであり、フリート谷のテムズ川との合流地点は幅100mを越える巨大な沼地になっていた。無数の井戸が川沿いに作られ、バグニッジ・ウェルやクラーケンウェルなどのいくつかの井戸は、癒しの水であるとして知られていた。ロンドンが発展するにつれ、川は汚染されていき、13世紀には低所得者層の住居や刑務所が作られるようになっていた。ニューゲート刑務所、フリート刑務所、それにルードゲート刑務所は、いずれも川沿いの地域に作られた。
産業が発展するにつれ、川の水量が減少していった。1666年のロンドンの大火で付近の建物の大部分が消失し、大規模な再開発が行われた。フリート川は1680年に運河に作り直された。この運河はあまり使われることがなく、1737年に取り壊された。この時にホルボーンからフリート通りまでの流れが地下に埋設され、1765年までにさらに地下化工事が行われた。1812年からリージェンツ運河の工事と都市の拡張に伴い、キングス・クロスとカムデン地区の川が地下化された。1860年代に地下鉄の建設に伴い、ファリントン通りの地下水路が作り直され、1870年代に最も上流にあったハンプスティード地区が地下化され、フリート川は完全に地下に潜った。
1970年代にかつての川沿いに新たに建設される地下鉄の路線にフリート川の名前がつくことになったが、1977年のエリザベス2世即位25周年を記念して、地下鉄の路線は計画されていたフリート線ではなく、ジュビリー線と名づけられてしまった。